# Essex Motor Company
Essex une marque d'automobiles américaines qui exista de 1918 à 1932. Elles étaient des petites voitures abordables et sont considérées comme celles qui ont encouragé la tendance vers les berlines dans la consommation de masse aux dépens des voitures ouvertes comme la Ford T. Produite au début par la Essex Motors Company, filiale de la compagnie Hudson, elles sont intégrées à la gamme Hudson en 1922 et y demeurent jusqu'en 1932. Il se vendra 1,13 million des différents modèles d'Essex avant leur remplacement.

## Histoire

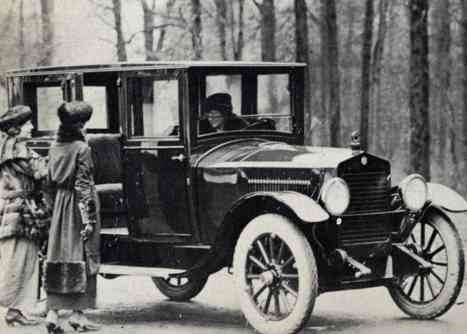
Modèle berline d'Essex des débuts

La Essex Motor Company de Détroit, au Michigan, est formée en 1918 comme une filiale de la Hudson Motor Car Company. Pour bien séparer les deux compagnies, Hudson loue l'usine de Studebaker à Detroit pour produire de plus petites autos peu chères que sa gamme habituelle afin de développer le marché de masse. En 1922, Hudson intègre finalement la gamme Essex dans son giron et dissout la Essex Motor Company.

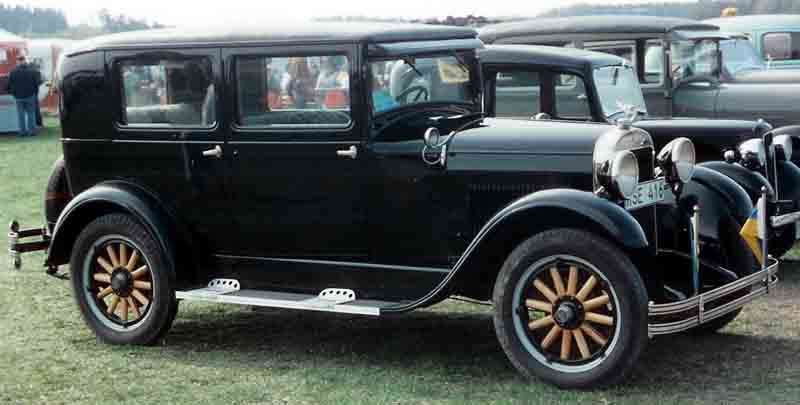
Berline Essex Super Six quatre portes de 1928

Les Essex sont des automobiles à coût moyen, abordable pour la famille américaine. Elles sont durables et leurs capacités sont reconnues par l'American Automobile Association et le service postal américain. Les premières Essex sont des autos ouvertes (quatre portes et toit en toile), le type le plus populaire en 1918. Dès 1920, Essex offre une berline fermée. En 1922, la berline est offerte au très bas prix pour l'époque de 1 495 $US, selon 300 $US de plus de son modèle ouvert, et en 1925, sous le prix de ce dernier. Si Henry Ford est connu comme le père de l'auto de masse, Essex est la marque qui popularisa la berline.
Les ventes sont bonnes durant les années 1920 mais, après le début de la Grande Dépression, elles commencent à décliner. Ceci est autant dû aux modèles qui vieillissent qu'aux difficultés économiques des familles. En 1931, Hudson doit prendre une décision et on crée un nouveau modèle plus économique et moderne, les Essex-Terraplane qui seront dévoilés en 1932. Le nom Essex disparaît en 1933 car la nouvelle gamme devient la série Terraplane.